# Tapeina melzeri
Tapeina melzeri är en skalbaggsart som beskrevs av Dmytro Zajciw 1966. Tapeina melzeri ingår i släktet Tapeina och familjen långhorningar.
Artens utbredningsområde är Paraguay. Inga underarter finns listade i Catalogue of Life.